# Třída Sendai
Třída Sendai (川内型 Sendai gata) byla třída lehkých křižníků japonského císařského námořnictva z období druhé světové války. Rozestavěny byly čtyři křižníky této třídy, přičemž dostavěny byly tři. Ve službě byly v letech 1924–1944. Všechny byly potopeny ve druhé světové válce.

## Stavba
Celkem byla plánována stavba sedmi křižníků této třídy. Roku 1922 byly rozestavěny první čtyři, přičemž každý stavěla jiná loděnice. Naka loděnice Mitsubishi v Jokohamě, Sendai loděnice Mitsubishi v Nagasaki, Džincú loděnice Kawasaki v Kobe a Kako loděnice v Sasebo. Rozestavěný křižník Naka byl 1. září 1923 zničen zemětřesením v Kantó, a proto byl jeho kýl podruhé založen 24. května 1924.
Stavební program byl omezen kvůli limitům stanoveným Washingtonskou konferencí. Stavba křižníku Kako byla po měsíci zrušena a rozestavěný křižník byl sešrotován. Zrušena byla také stavba dalších tří křižníků, jejichž kýly měly být založeny roku 1923.
Jednotky třídy Sendai:
| Jméno         | Loděnice           | Založení kýlu                     | Spuštěna         | Vstup do služby    | Poznámka |
| ------------- | ------------------ | --------------------------------- | ---------------- | ------------------ | --- |
| Sendai (川内) | Micubiši, Nagasaki | 16. února 1922                    | 30. října 1923   | 29. dubna 1924     | Potopen 2. listopadu 1943 v bitvě v zátoce císařovny Augusty.                                                                     |
| Džincú (神通) | Kawasaki, Kóbe     | 4. srpna 1922                     | 8. prosince 1923 | 31. července 1925  | Potopen 13. července 1943 v bitvě u ostrova Kolombangara.                                                                         |
| Naka (那珂)   | Jokohama           | (10. června 1922) 24. května 1924 | 24. března 1925  | 30. listopadu 1925 | Potopen 17. února 1944 v atolu Truk potopen americkými letadly z letadlových lodí USS Bunker Hill (CV-17) a USS Cowpens (CVL-25). |
| Kako (加古)   | Sasebo             | 15. února 1922                    | –                | –                  | Stavba zrušena 17. března 1922.                                                                                                   |

## Konstrukce

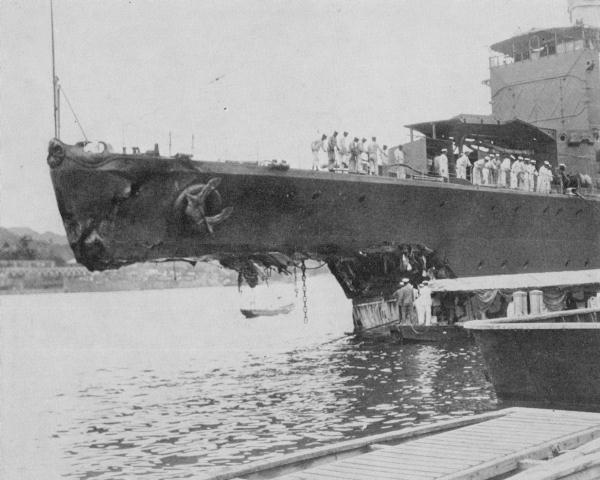
Křižník Džincú poškozený roku 1927 srážkou s torpédoborcem Warabi

Hlavní výzbroj po dokončení tvořilo sedm 140mm kanónů, dva 76mm kanóny, dva 6,5mm kulomety, osm 610mm torpédometů až 48 min. Křižníky nesly jeden hydroplán. Pohonný systém tvořilo 12 kotlů Kampon a turbíny Mitsubishi-Parsons-Gihon (u Džincú Kawasaki-Brown-Curtis) o výkonu 90 000 hp, pohánějící čtyři lodní šrouby. Nejvyšší rychlost dosahovala 35,2 uzlu. Dosah byl 6000 námořních mil při rychlosti 15 uzlů.